# Əliləmbəyli
Əliləmbəyli è un comune dell'Azerbaigian situato nel distretto di Sabirabad. Conta una popolazione di 651 abitanti.